# モンスターハンター3
『モンスターハンター3』とは、2009年8月1日にカプコンからWii用ソフトとして発売されたコンピュータゲームである。モンスターハンターシリーズで二つ目の、任天堂製ハードで発売されたソフト。アメリカでは2010年4月20日、ヨーロッパでは2010年4月23日に発売。当初はPlayStation 3向けに発売が予定されていたが、Wiiへの移行に伴いPS3版は開発中止となった。
2011年12月10日には、本作を基にしたニンテンドー3DS用ソフト『モンスターハンター3G』が発売され、2012年12月8日にはWii Uへの移植版兼ローンチタイトルとして『モンスターハンター3G HD Ver.』が発売された。
本項ではこれらの移植版についても解説する。
今作は『新たなMHの原点』というコンセプトが据えられたことから、今作を初出とする要素が非常に多く盛り込まれており、さらにシリーズ第1作目からの影響が色濃かった『MH2』および『MHP2』シリーズや『MHF』から大胆に変更された箇所がかなり多い。
種類は、ソフト単品のみの通常版に加えて、本作と同時発売のクラシックコントローラPRO（色はシロまたはクロ）を同梱した「クラシックコントローラPROパック」、特典映像入りDVDやグッズを同梱した「LIMITED EDITION」（e-CAPCOM専売）、Wii本体とクラシックコントローラPRO（いずれも色はクロ）を同梱した「スペシャルパック」が発売された。
基本的な操作方法はWiiリモコン+ヌンチャク（フリースタイル）で、リモコンを傾けながらボタンを押すなどの操作が可能。その他クラシックコントローラにも対応しており、前作以前からプレイしてきたユーザー向けの操作方法である。また、クラシックコントローラでの操作スタイルは2種類用意されており、PS2やPSPに近い操作スタイルに設定することができる。

## ゲーム内容
舞台となるのは『MH』『MH2』の舞台ではなく「孤島」という設定である。公式上の設定では「旧大陸」と「新大陸」といった区別はない。新たなフィールドや既存の種とは異なる生態系を持つモンスターが登場し、「ラギアクルス」や「クルペッコ」、「ロアルドロス」、「ボルボロス」などの新モンスターが多数追加された。その一方で過去の作品に登場していたモンスターのほとんどが今作に登場しないなど、大幅なイメージチェンジがなされている。なお、リオレイアやディアブロスなど従来から登場していたモンスターにも新モーションが追加された。
オフラインの拠点は海に接した「モガの村」で、貿易船との物々交換や狩猟船への漁の依頼が追加されている。後背地には「モガの森」があり、クエスト外での狩猟や採掘・収集が可能。地震で被災したモガの村に派遣されたハンターが、狩猟を通して村の復興に関わりつつ、地震の原因となったモンスターを村人たちの協力を受けて討伐するというストーリーとなっている。オフラインの闘技場モードでは、最大2人同時で遊ぶことが可能であり、2人同時プレイ時は画面が上下に分割される。オンラインの拠点は砂漠の中心にたたずむ街「ロックラック」で、今までの据え置きシリーズのオンラインのように多数の大きな施設が設置されている。また、オンラインで受注できるクエストのボリュームは村よりはるかに多く、特に上位クエストは難易度が高いものが多い。
今作の最大の特徴は、水中を泳ぐことが可能になったことである。これにより、水中でのモンスターの狩猟などが可能になった。さらに水中に潜った際に「酸素ゲージ」というゲージが表示され、水中に潜り続けると酸素ゲージが減少し続け、さらにゲージが0になると体力がジリジリ減っていく仕様になっている。減少した酸素ゲージを回復させるためには、水面上に顔を出すか、気泡に触れるか、今作から新たに登場した「酸素玉」や「増息薬」を使用するかのいずれかをしなければならない。
その他モンスター同士の敵対、モンスターの同期、ボス級モンスターのスタミナの概念など、リアリティをより強化する演出が導入された。批判があった壁際のカメラワークの改善や、回避アクション時に進行方向反対へ若干カメラが向くなどの変更もされている。
本作では、『MHP2G』のシングルプレイにおけるアイルーをクエストに同行して協力させる「オトモアイルー」と同様のシステムとして、奇面族の子供・チャチャを同行させるシステムが採用された。様々な仮面を持つチャチャは、それを付け替えることによって能力や言動を変化させるほか、ハンターのサインに合わせて能力を発動させる。たとえば初期状態のチャチャが所有している「ドングリのお面」は、モンスターへの攻撃・採取・踊りなど様々な面でハンターを助けることができる。他方、「ふさふさのお面」は採取に特化したお面であり、ハンターの合図に合わせてモンスターの位置を一定時間知らせてくれる一方、攻撃は全く行わない。また、「古代のお面」はチャチャがうまく泳げるようになるだけでなく、ハンターに酸素を補給する役目もある一方、装着時のチャチャの口調は年寄りじみた者へと変化する。

## 武器
無印の武器5種と太刀に加え、今作から新たに「スラッシュアックス」が追加された。このスラッシュアックスの特徴は、「斧モード」と「剣モード」の2種があり、この2種の形態を戦況に応じて切り替えながら攻撃を行なうことが可能なことである。また、本武器種専用攻撃として属性ビンのエネルギーを放出することによって絶大な威力を放つことができる「属性解放突き」がある。
従来からある武器には、新たな動作の追加や変更が加えられている。
ボウガンは一部を除き、従来の一体型の武器ではなく、フレーム、バレル、ストックの3つのパーツを組み合わせて使用する方式に変更され、パーツの重量により「ライト」「ヘビィ」、新たな階級「ミドル」と区分されるようになった。さらに複数の弾が追加されており、切断属性により尻尾の切断が可能な斬裂弾、モンスターのスタミナを減らす減気弾、火炎放射を放つ竜撃弾などがある。

## 登場人物
村長
モガの村の村長。かつては名うてのハンターで、ハンターズギルドや交易船との繋がりも深い。
村長の息子（セガレ）
実動部隊のトップで村人からの納品依頼を取り仕切る。
ギルドの看板娘（アイシャ）
元気でちゃっかりしたところもあるが、故郷であるモガの村を愛している。
交易船の船長
竜人族の若き船長。モガの村の村長とは旧知の仲。口癖は「〜ゼヨ」。
さすらいのコック
交易船に乗ってモガの村にまでやってきたアイルー族の料理人。
ニャイ博士
ロックラックの街で活動しているアイルー族のインテリア職人。
チャチャ
声：こおろぎさとみ
ハンターの相棒となる奇面族の子供。大きなドングリの実を加工した「ドングリのお面」を被り、モンスターのイャンクックをあしらった槌型の棍棒を持っている。身長はドングリのお面の飾り込みで109.1cm。一人称は「オレチャマ」で、口癖は「-っチャ」。
棍棒やブーメランでの攻撃や踊りなどでサポートしてくれるほか、怒ると激しい攻撃を繰り出す。体力が無くなるとモドリ玉で撤退し、一定時間後復帰する。独自に採取や剥ぎ取りも行ない、村や港で会話すると入手したアイテムをもらえる。なお、ハンターがチャチャ達の世話をする形であるが、彼らはハンターを弟子ないし子分とみなしている。
奇面族には一人前となる儀式として「旅に出て自分に相応しいお面を見つける」というものがあり、自分だけのお面を探すために旅を続けていたが（『3G』によると、幼馴染であるという理由からカヤンバとペアで旅に出された）、クエスト「奇面族を救出せよ!」（3Gでは「迷子の奇面族」、ちなみにカヤンバと出会うクエストも全く同じ名称）でモンスターから救われたのをきっかけとしてハンターに同行するようになる。性格は、陽気かつ自信家で見栄っ張りだという典型的な三枚目であり、間の抜けた言動が目立つが、モガの村の一行からはマスコットや遊び相手として微笑ましく見られている。
カヤンバ
声は永澤菜教
『MH3G』で初登場した奇面族の子供で、チャチャの同郷の幼馴染兼ライバル。ブルファンゴをあしらった棍棒を手にして、青いカニとヤシの実を合わせた仮面「カニ爪のお面」を被り、蓑を着て巻貝の殻を背負っている。一人称は「ワガハイ」で口癖は「-ンバ」。

## 制作（MH3）
『モンスターハンター2』の発売後、シリーズの中心人物である辻本良三と藤岡要は据置機向けのナンバリング作品の制作を考えていた。2人は限界を感じ、全体的にリセットすることを思い立った。ちょうどそのころ、任天堂からWiiが発売され、操作面においても新たな驚きが提供できると考えた開発陣はWii用ソフトとして出すことにした。もっとも、Wiiは映像表現を目玉にしているわけではないため、美麗なグラフィックで勝負するのは不可能だった。それでも彼らには印象的なグラフィックを作ることに妥協したくないという思いがあり、ハード性能ぎりぎりを攻めることにした。このため、藤岡らがデザイナーを説得したり、プログラマーとの話し合いでバランスを調整する一幕もあった。
藤岡の興味がきっかけで新たな舞台として水中が選ばれた。水中の描写は難しい課題ではあったものの、「モンスターハンター」としてならば表現できそうだったということから実装に至り、水中においては視点を360度変えられる機能が用意された。
本作の開発は『モンスターハンター ポータブル 2nd G』（『MHP2ndG』）と並行して進められており、時には情報を共有することもあった。ある時、ハンターのオトモを導入しようということになり、『MHP2ndG』の開発チームがアイルーを選択していた一方、本作の開発チームは引退した元ハンターという設定の男性を同行させようとしていた。2チームの話し合いの後、本作の開発チームは「おっさん（元ハンター）ではユーザに受け入れにくい」と考えるようになり、奇面族の子ども・チャチャに変更された。
水中も舞台の一つとして含まれることに加え、ネットワークに対応していることから、夏休み期間中に発売しようということになり、2009年8月1日の発売に至った。
日本でのシリーズの評価や、Wii用ソフトとして貴重なコアユーザー向けタイトルのため、海外での販売およびプロモーションはプラットフォームである任天堂が全面的なバックアップを行った。海外版はオンラインモードが無料であり、Wiiスピークを用いたボイスチャットに対応しているなどの、変更点がある。また、クラシックコントローラPROなどに加えてWiiスピークなども加えた同梱版パックも販売された。

## 評価・売上
ファミ通の新作ゲームクロスレビューではWii用ソフトとして3番目の40点満点を獲得した。
販売本数は115万本で、これはWii用サードパーティータイトルでは国内最高の本数となったと同時に、初めてのミリオンセラーとなった。また、これによりモンスターハンターシリーズ累計出荷本数も1000万本を達成している。
海外では、他の『モンスターハンター』シリーズの海外版と同様国内より大きく下回る売り上げ結果とはなったが、従来シリーズと比較して良好な売り上げ・評価を得ている。

## モンスターハンター3G
2011年12月10日に発売されたニンテンドー3DS用ソフト。3DSの下画面（タッチスクリーン）にマップやアイテムポーチなどが移動できるパネルカスタマイズ機能が搭載され、仮想の十字ボタンや、大型モンスターに視点が向くターゲットカメラも追加可能。また、拡張スライドパッドにも対応している。
オリジナルデザインの3DS本体同梱のスペシャルパックや拡張スライドパッド同梱版が同時発売された。e-CAPCOM限定でハンターフィギュア（ラギアクルス装備）とのセット予約販売も行われた。
2011年9月13日より『おはよう忍者隊ガッチャマン』とのコラボレーションアニメが公式サイトなどで配信された。2011年12月21日には出荷本数が、2012年1月には実売でも100万本を突破し、初のサード製3DSミリオンタイトルとなった。
2012年3月17日には、3DS本体（コスモブラック/フレアレッド）を同梱した「モンスターハンター3（トライ）G はじめてハンターパック」が、2012年11月1日には3DS LL本体（ブラック）に本作のダウンロード版をプリインストールした「ニンテンドー3DS LL モンスターハンター3（トライ）G パック」が発売された。
ゲーム内には特定の手順を踏むと「剣聖のピアス」と「増弾のピアス」が入手できなくなるバグが存在する。これに関しては2012年5月16日よりニンテンドーeショップにて修正プログラムが配信されている。
2012年11月15日には、通常版の内容をそのままに価格を下げた『モンスターハンター3（トライ）G Best Price!』が、12月6日にはダウンロード版がそれぞれ発売された。
2012年12月8日にはWii Uへの移植版兼ローンチタイトルとして『モンスターハンター3G HD Ver.』が発売された。
2013年2月21日にはWii Uソフト『ニンテンドー3DS版モンスターハンター3G・パケットリレーツール』が配信開始された。有線LAN接続のWii Uで同ツールを立ち上げることで、モンスターハンター ポータブルシリーズのアドホック・パーティー同様に、3DS版でもインターネット通信を利用した協力プレイ（無料）が可能となる。Wii U GamePadのマイクでのボイスチャットに対応。
また、2013年3月19日には日本国外版である『MONSTER HUNTER 3 ULTIMATE』（略称は『MH3U』）がニンテンドー3DSおよびWii U用ソフトとして発売された。

### ゲーム内容
システム
『MH3』をベースに、『MHP3』で追加されたモンスターの大半とフィールド「渓流」、「ブラキディオス」などの新モンスターや亜種モンスターが追加されたほか、過去の作品に登場していた「ガノトトス」が復活している。武器は『MH3』で登場した8種類に加えて、『MH3』では登場しなかった狩猟笛・ガンランス・弓・双剣の4種類が追加され、『MHP3』と同じ計12種類の武器を全て使うことができるようになった。一方、ボウガンは『MH3』にあったミドルは削除されて、ヘビィ/ライトの2種に戻されているが、リミッター解除という新機能が追加された。新属性として「爆破」が追加されたほか、龍属性やられの仕様が変更されている。
モガの村にも上位クラスのクエストが追加された。『MH3』のクエストに『MHP3』の一部モンスターを加えるなどして再構成したものが下位クラスのクエストとなっている。プレイ開始当初は夜のモガの森に行けず、上位クラスクエストが受注できるようになると森に入る際に昼夜を選択できるようになる。マルチプレイの拠点は交易の中継地である「タンジアの港」に変更となり、G級クエストが追加された。サブクエストは削除されている。
新たにクエストを同行するチャチャのライバルにして旧知の仲「カヤンバ」が登場し、シングルプレイではチャチャとカヤンバを連れていくことができる他、『MHP3』と同じように2人プレイのときに別々に連れて行けるようになった。また、2人の仮面は各人の専用お面以外を共有して付け替えることもできる。
新たに追加されたお面の一例として、 ハンターの属性やられや耐性ダウンを回復させる「ウチケシのお面 」や、ハンターの近接武器を研いで切れ味を回復させる「砥石のお面」などがある。また、ユクモ村（ゲーム内の説明では「どこだかの村」）の集会浴場にある大きなアイルーダルマを模したお面「ダルマのお面 」はモドリ玉と同様の効果を発揮する。なお、このお面は『ポータブル 3rd』のEDにチャチャが姿を見せていたが、その時に夜店で試着していたお面と同じデザインである。加えて、一部のコラボクエストではそれにちなんだお面が登場した。

ストーリー
かつてチャチャは同郷の幼馴染・カヤンバとともに、奇面の通過儀礼である「旅に出て自分に相応しいお面を見つける」に臨んでおり、一度は「最高のお面」を見つけるものの、お互いが所有権を争った最中にモンスターの群れに巻き込まれたことでお面を失うとともに離れ離れとなってしまった経緯があった。その後、チャチャが行方不明になる事件が起こり、そのさなかにモンスターに撃退されたカヤンバが「お面を変えたチャチャ」と勘違いされてモガの村の民に保護される。一方、チャチャ本人は、モガの森の地震の原因が大海龍ナバルデウスにあることを（偶然）突き止める。その後、合流を果たした2人は旅の末に「最高のお面」を見つけるも、お面が引っ掛かったアプトノスごとリオレウスが呑みこんだことで劣化してしまう。紆余曲折の末、一行はこのお面の本来の輝きを取り戻すことに成功する。

### モンスターハンター3G HD Ver.
『モンスターハンター3G HD Ver.』のセーブデータは『MH3G』と共有可能であり、ローカル通信で『MH3G』との協力プレイも可能である（最大3台まで接続可能）など、『MHP3』に対する『MHP3HD』の位置づけに近いが、エミュレーションでPSPのソフトをPS3で走らせていた『MHP3HD』とは違い、Wii Uの機能を活かしてプログラムを組んだ移植作品であり、テクスチャーが張り替えられているほか、テキストなどの画面レイアウトもHD表示に合わせて最適化されている。また、インターネット通信を利用した協力プレイ（無料）も可能となった。『MH3G』のダウンロードクエストは最初から収録されている。
Wii U本体（プレミアムセット）とWii U PROコントローラー（kuro）を同梱した「モンスターハンター3G HD Ver. Wii U プレミアムセット」もパッケージ版と同時発売。こちらは任天堂が販売を担当した。
2012年12月27日より、ダウンロード版がニンテンドーeショップにて発売。必要容量は6.2GB以上。2013年2月19日より機能アップデート第1弾を実施。新たにボイスチャットやUSBキーボードに対応したほか、3DSの拡張スライドパッド同様にWii U GamePadのZL / ZRボタンでの視点操作も可能になった。2013年3月26日より機能アップデート第2弾を実施。Wii U GamePadのみでのプレイ（テレビなし）も可能になった。

### 制作（MH3G）
当初は『MH3』の携帯機版として企画されたが、提示した追加要素が多かったことからアップグレード版を意味する『G』がタイトルに付加され、最終的にはさらに内容がボリュームアップされた。
追加モンスターのうち、ガノトトスは『MH3』で水中での狩りがあったことを受けて登場した経緯があり、ユーザーや業界関係者からの反響が大きかったとディレクターの藤岡要は電撃オンラインとのインタビューの中で語っている。
サウンドは『MH3』と同じ人物が担当した。思い入れのある『MH3』をベースとしていた分やりがいがあったとはいえ、ハードがWiiから3DSに変わった分、効果音の波形データの再調整や、サンプリングレートの変更などの手間がかかったとカプコンサウンドチームによるインタビューの中で振り返っている。というのも、Wiiの場合、一般的なテレビやスピーカーを通じて幅広い高さの音を表現できる一方、携帯機である3DSではその帯域が限られてしまうため、水中の場面は特に苦労した。また、『MH3』では水中に入った時よりも出た時の音に重きが置かれていた一方、『MH3G』では地上から水中に入ったときの音作りに重きがおかれ、お風呂に潜って研究することもあったとDJサンドウは明かしている。

### 反響（MH3G）
『モンスターハンター3G HD Ver.』は欧州で発売されて以来、伸び悩んでいたWii Uの人気をけん引するソフトとして認知された。